# Jegyrendszer

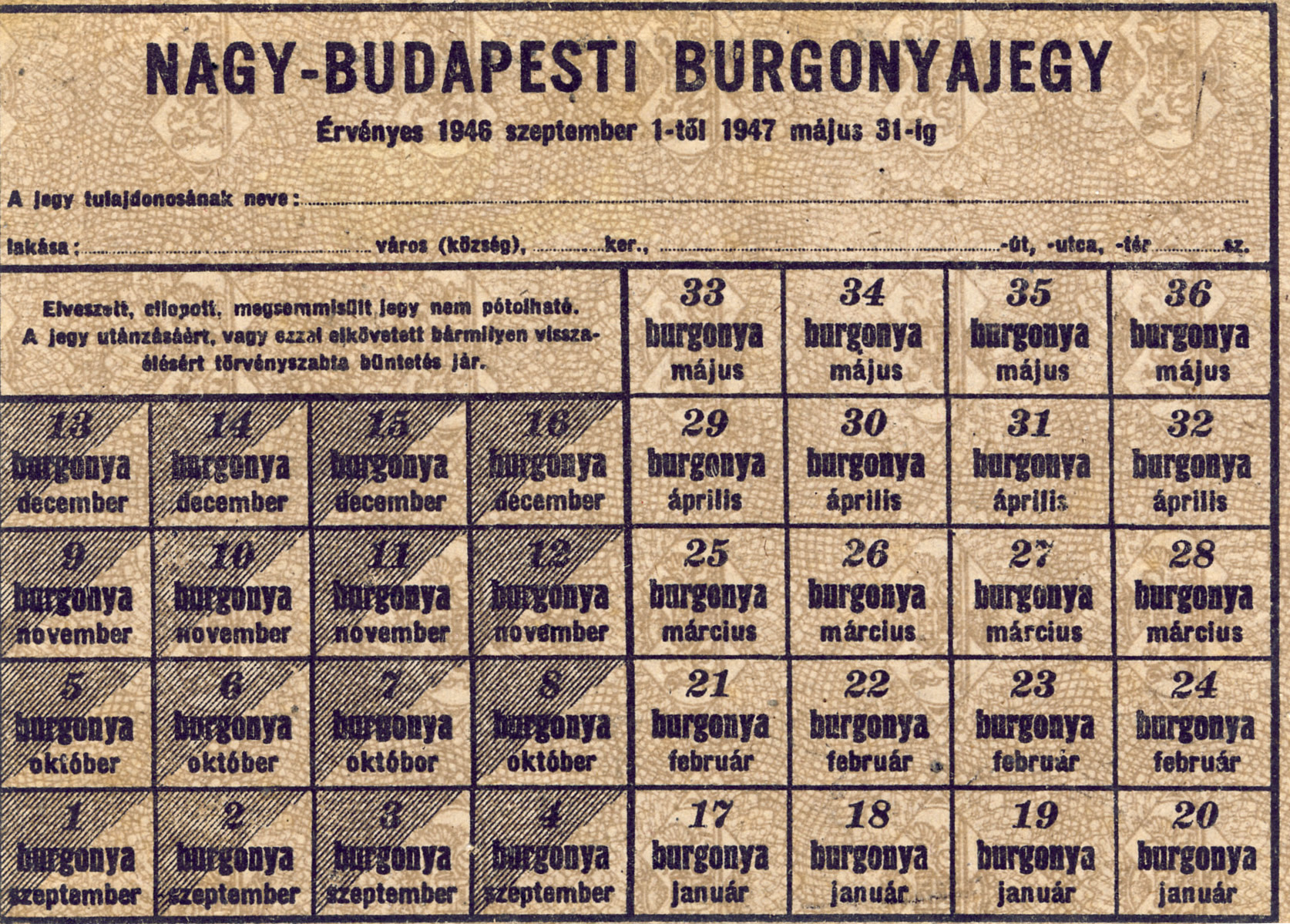
Magyar burgonyajegy 1946 szeptemberéből

A jegyrendszer olyan bürokratikus gazdasági elosztási mód, amikor csak jegy (kupon, vócser, franciául voucher) ellenében lehet bizonyos termékekhez hozzájutni.

## Jellemzői
A jegyrendszer a hiánygazdaságokra jellemző, vagyis amikor az alapvető termékekből (elsősorban az élelmiszerek, a ruházat, az üzemanyagok és a fűtőanyagok tartoznak ide) a rendelkezésre álló készletek mennyisége háború, külső gazdasági körülmény (például embargó, természeti katasztrófa) vagy más termelési nehézség (gyártói kapacitáshiány, alapanyaghiány) miatt tartósan kisebb a fizetőképes keresletnél. Ilyenkor erkölcsileg és politikailag sem vállalható, hogy néhány gazdag ember teljes szükségletét kielégítsék, miközben a többségnek semmi sem jut, ezért bürokratikus úton kikapcsolják a piaci elosztást és több ember között osztják szét a meglevő termékmennyiséget. A szétosztandó termékek köre vagy csupán az állami tartalékokra terjed ki, és megmarad az elkülönült magánpiac és a magántermelés szférája, vagy a teljes termelés és a nemzetközi kereskedelem is adminisztratív irányítás alá kerül.
A nehezen hamisítható papíralapú vagy elektronikus jegy nem vásárolható meg pénzért, hanem a munkahelyeken vagy a hivatalos hatóságoktól lehet személyesen hozzájutni. Sokszor a hatóságok bizonyos szociális feltételek teljesülése alapján (családi állapot, gyerekszám, életkor stb.) differenciálnak, azaz különböző mennyiségű termékre állapítanak meg jogosultságot.
A jegyrendszert gyengíti, hogy a tapasztalatok szerint általában kialakul a jegyek és a jegyre kapható termékek – többnyire illegális – magánkereskedelme, ún. másodlagos piaca vagy feketepiaca.

## A közgazdaságtanban
A mikroökonómia adagolás néven ismeri azt a jelenséget, amikor előre meghatározott mennyiség áll valakinek a rendelkezésére egy jószágból.

## A világban

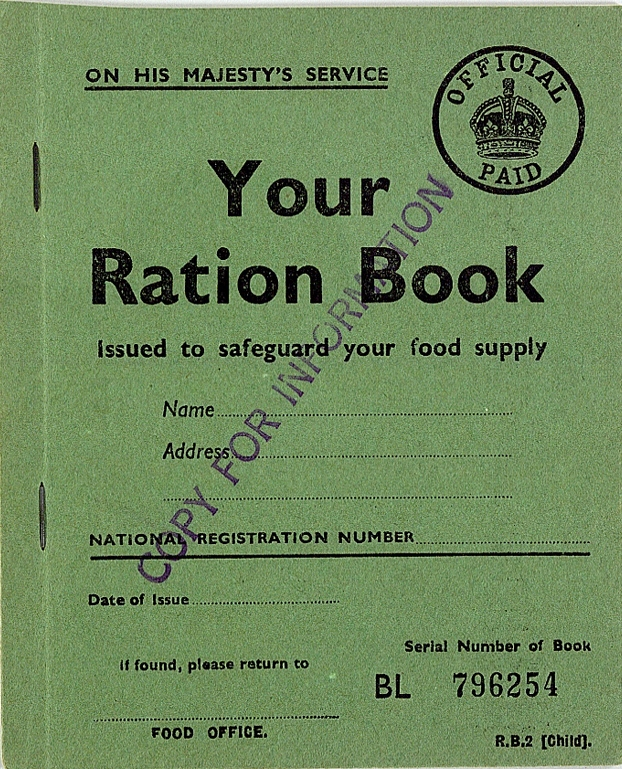
Adag-füzet gyerekeknek, Angliában a második világháborúban

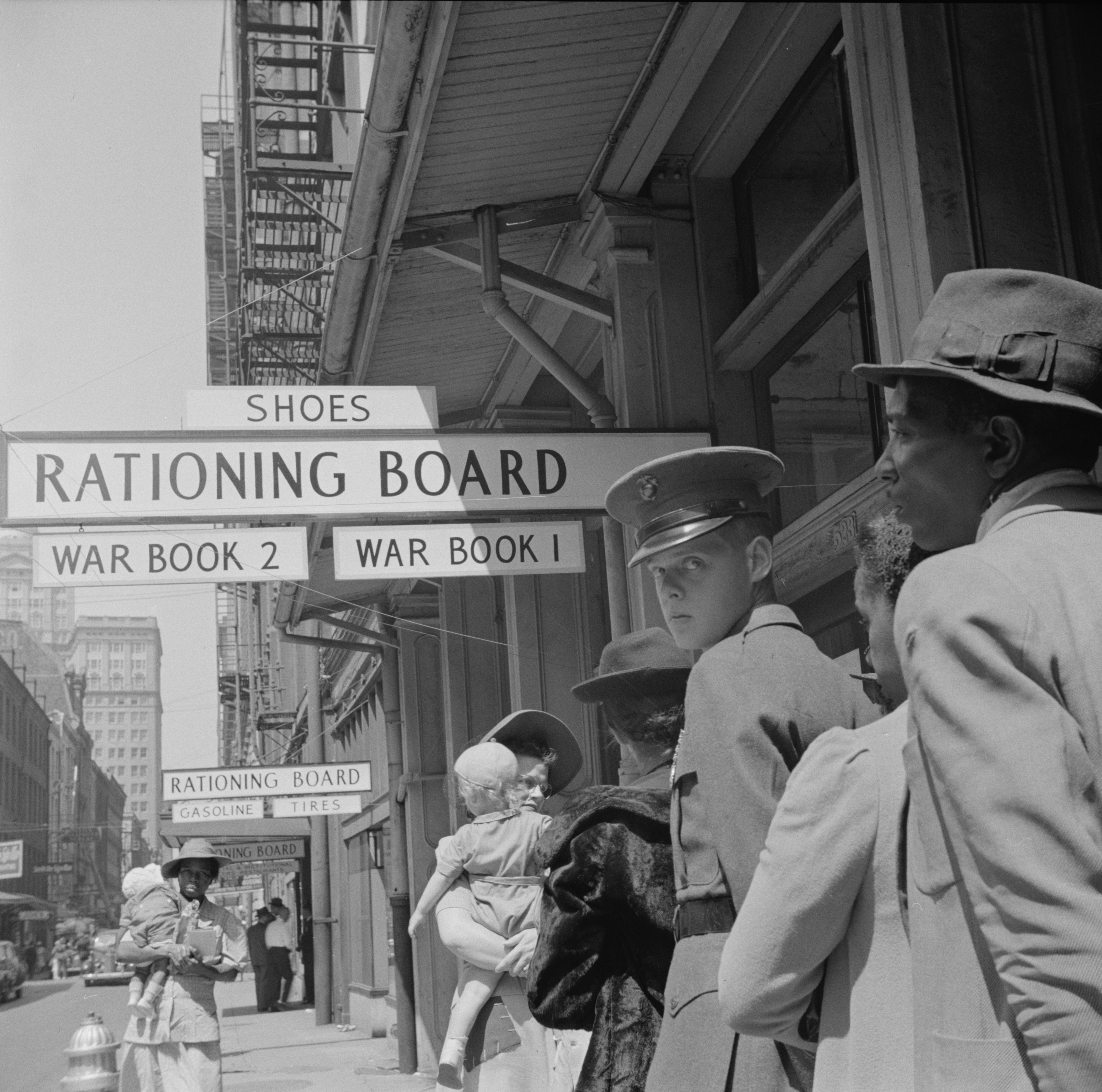
Felirat egy Ellátást Szabályozó Iroda épületénél, New Orleans, USA, 1943

A XX. században szinte minden európai országban, de a világ sok más államában is bevezettek jegyrendszert hosszabb-rövidebb ideig, akár többször is. Az elnevezésük változott, mert a kormányok szégyellték, hogy ilyen gazdasági eszközhöz kell nyúlniuk: adagolásnak, elosztási rendszernek, gazdasági észszerűsítésnek, adagkártyának, elosztási kvótának, egyéni táplálkozási-füzetnek, háborús könyvnek nevezték. Churchill például aggodalmaskodott a jegyrendszer elnevezés miatt, mert a szovjet elosztás rémét vélte benne felfedezni, ezért Angliában adagolás a jegyrendszer.
Néhány példa a hosszabb jegyrendszerekből:
- Anglia – 1940. január 8. és 1954. vége között[3][4] (az egyik leghosszabb ideig tartó élelmiszerjegyre adagolás a világon)
- Románia – 1946. február 10. és 1954. december 28. között[5]
- Izrael – 1949. és 1959. között
- Spanyolország – 1939. május 14. és 1952. május között
- Szovjetunió – 1941. és 1947. között
- USA – 1942. május 04. és 1946. között[6][7]

## Magyarországon
Magyarországon mindkét világháború alatt, a Tanácsköztársaság idején és 1951-ben is bevezették.

## Jegyrendszeren kívüli jegyek
A különféle utalványok, kuponok, bónok használata jól működő kapitalista viszonyok között is létezik. Az árengedményre vagy más kedvezményre jogosító jegyek funkciója ekkor a reklámozás, az étkezési vagy utazási utalványok, üdülési csekkek esetében pedig a pénzhelyettesítés.